# SC Neuenheim
SC Neuenheim – niemiecki klub rugby union z siedzibą w Heidelbergu założony w 1902 roku, wielokrotny mistrz kraju.

## Historia
Klub został założony jesienią 1902 roku jako Fußballklub Heidelberg-Neuenheim i już dziesięć lat później świętował pierwsze zwycięstwo w mistrzostwach kraju. Za barwy klubu przyjęto biel i błękit, a w 1923 roku zmieniono jego nazwę na obecną. W styczniu 2013 roku liczył 562 członków.

## Sukcesy
- Mężczyźni[3][4][5]
  - Mistrzostwo Niemiec (9):  1912, 1921, 1924, 1949, 1966, 1967, 1995, 2003, 2004
  - Wicemistrzostwo Niemiec (15):  1914, 1923, 1936, 1939, 1950, 1951, 1954, 1958, 1961, 1962, 1972, 1990, 2001, 2006, 2013
  - Puchar Niemiec (6):  1964, 1975, 1988, 1994, 1999, 2001
  - Mistrzostwo Niemiec w rugby 7 (1):  1996
- Kobiety[6][7]
  - Mistrzostwo Niemiec (12):  1988, 1989, 1990, 1991, 1992, 1993, 1996, 1997, 1998, 1999, 2004, 2009
  - Wicemistrzostwo Niemiec (9):  1994, 1995, 2000, 2001, 2005, 2008, 2010, 2011, 2013
  - Mistrzostwo Niemiec w rugby 7 (1):  2007

Prócz drużyn seniorskich sukcesy odnosiły również zespoły juniorskie.